# Weltgesundheitsorganisation
Die Weltgesundheitsorganisation (englisch World Health Organization, kurz WHO oder französisch Organisation mondiale de la santé, kurz OMS) ist eine Sonderorganisation der Vereinten Nationen mit Sitz in Genf. Die Praxis der Organisation ist die Koordination des internationalen öffentlichen Gesundheitswesens. Sie wurde am 7. April 1948 gegründet, proklamierte das Recht auf Gesundheit als Grundrecht des Menschen und zählt heute 194 Mitgliedstaaten. Sie wird vom WHO-Generaldirektor geleitet, seit Juli 2017 ist das der Äthiopier Tedros Adhanom Ghebreyesus.
Die Verfassung der Weltgesundheitsorganisation legt als Ziel die Verwirklichung des bestmöglichen Gesundheitsniveaus bei allen Menschen fest. Hauptaufgaben sind die Bekämpfung von Erkrankungen mit besonderem Schwerpunkt auf Infektionskrankheiten sowie Förderung der allgemeinen Gesundheit der Menschen weltweit.

## Entstehung
Die Idee einer Weltgesundheitsorganisation knüpfte an die seit 1920 bestehende Health Organisation des Völkerbundes an und wurde 1945 in San Francisco im Rahmen der Gründungskonferenz der Vereinten Nationen formuliert. Im Anschluss an die International Health Conference vom 19. bis 22. Juni wurde am 22. Juli 1946 die Verfassung der Weltgesundheitsorganisation in New York verabschiedet und von 61 Staaten unterzeichnet. Sie trat als „Specialized Agency“ der Vereinten Nationen am 7. April 1948 nach der Ratifikation des 26. Unterzeichnerstaates in Kraft. Im selben Jahr nahm die WHO, welche das Recht auf Gesundheit als Grundrecht des Menschen proklamierte, als Teilorganisation der Vereinten Nationen ihre insbesondere auf Besserung der hygienischen Verhältnisse in den unterentwickelten Ländern ausgerichtete Arbeit auf.

## Mitgliedschaft
Die Mitgliedschaft steht allen Mitgliedstaaten der Vereinten Nationen offen. Diese Möglichkeit haben alle UN-Staaten mit Ausnahme des Fürstentums Liechtenstein wahrgenommen. Andere Staaten können mit einfacher Mehrheit von der Weltgesundheitsversammlung als Mitglieder aufgenommen werden. Dies ist im Fall von Niue und den Cookinseln geschehen. Territorien, deren Außenpolitik von anderen Staaten wahrgenommen wird, können assoziierte Mitglieder werden. Sie werden ausführlich informiert und haben ein beschränktes Teilnahme- und Abstimmungsrecht. Zu den assoziierten Mitgliedern gehören Puerto Rico und Tokelau. Weiterhin können Völkerrechtssubjekte einen Beobachterstatus erhalten. Diesen haben derzeit der Heilige Stuhl, der Malteserorden, das Internationale Rote Kreuz und die Palästinensische Autonomiebehörde inne.

### Austritt der Vereinigten Staaten und Argentiniens
Die Vereinigten Staaten planten während der ersten Trump-Regierungszeit, mit Wirkung zum 6. Juli 2021 auszutreten. Als Grund dafür nannte Trump Kritik an der Reaktion der WHO auf die Corona-Pandemie sowie einen übermäßigen Einfluss durch die Volksrepublik China (bei gleichzeitig niedriger Beitragszahlung). Der Austritt wurde vor dessen Inkrafttreten durch Präsident Biden rückgängig gemacht. Am 20. Januar 2025 verkündete Trump, der zuvor für eine zweite Amtszeit wiedergewählt worden war, erneut den Austritt der Vereinigten Staaten, der zum 22. Januar 2026 wirksam wird.
Nach den USA hat auch Argentinien den Austritt aus der Weltgesundheitsorganisation (WHO) angekündigt. Dies gab ein Sprecher des Präsidenten Milei auf einer Pressekonferenz am 5. Februar 2025 bekannt. Der Austritt wird im Februar 2026 wirksam.

## Organe

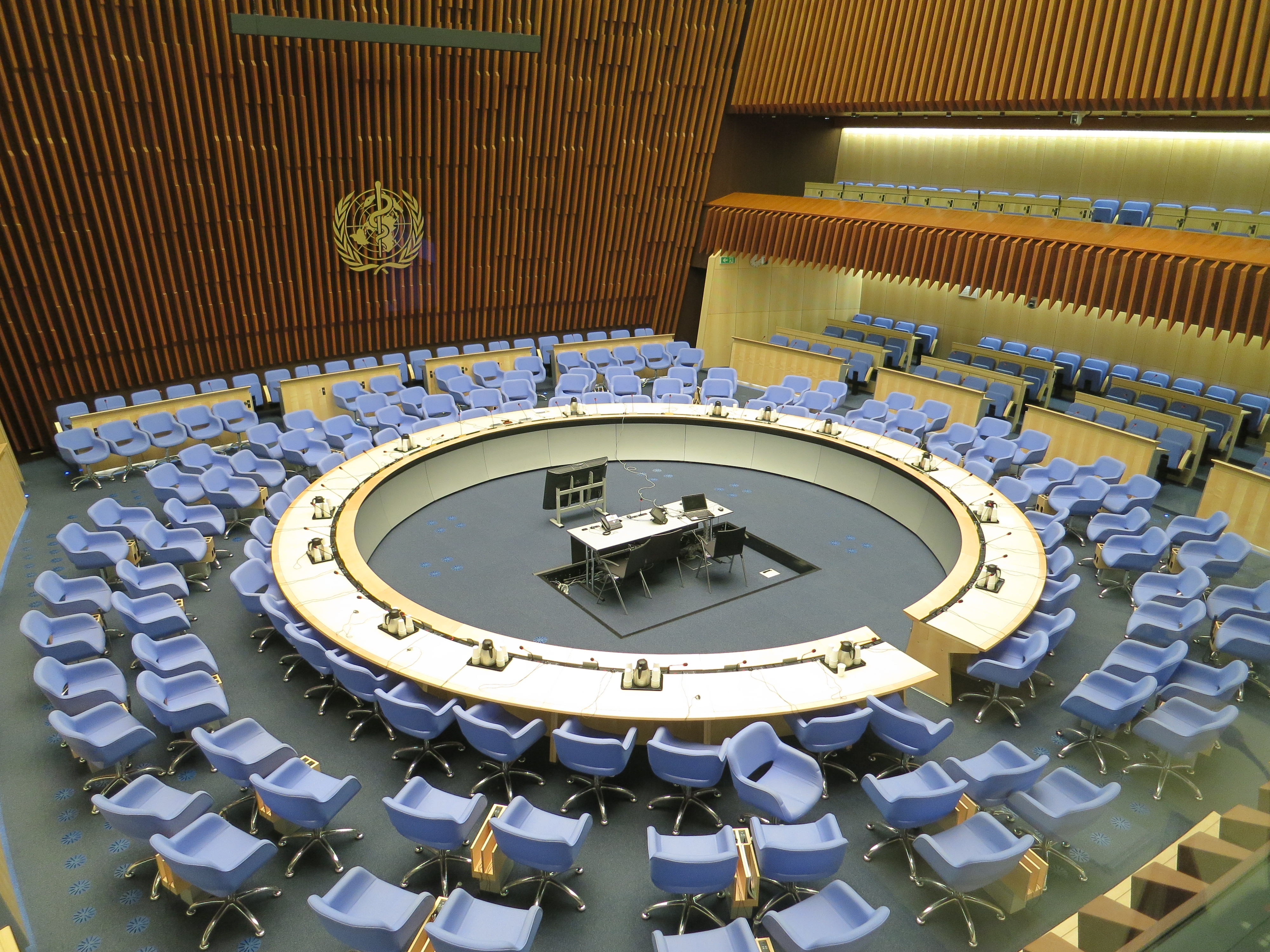
Sitzungsraum des Exekutivrats der WHO in Genf

Die Geschäfte der WHO werden durch drei Hauptorgane wahrgenommen, die Weltgesundheitsversammlung (englisch World Health Assembly, kurz: WHA), den Exekutivrat (Executive Board) und das Sekretariat unter Leitung des Generaldirektors.
- Die Weltgesundheitsversammlung ist das höchste Entscheidungsorgan. Sie besteht aus den Vertretern der Mitgliedsstaaten und tritt jedes Jahr im Mai in Genf zusammen. Mitgliedstaaten dürfen bis zu drei Vertreter als Delegierte entsenden, die vornehmlich aus der staatlichen Gesundheitsverwaltung stammen und sich durch ihre fachliche Kompetenz auf dem Gebiet des Gesundheitswesens auszeichnen sollen (vgl. Art. 11 WHO-Verfassung)[5]. Die Weltgesundheitsversammlung legt unter anderem die politische Agenda der WHO fest und ist insbesondere für die Normsetzung zuständig (wie etwa die Bestimmung technischer Regelungen, aber auch die Annahme von Verträgen und Abkommen). Beispielsweise verabschiedete die 72. WHA im Mai 2019 nach 12-jähriger Entwicklungsphase die ICD-11.[13] Die Weltgesundheitsversammlung bestimmt außerdem den Exekutivrat, der als deren ausführendes Organ handelt, und wählt den Generaldirektor mit einer Zweidrittelmehrheit, wobei alle Mitglieder über eine Stimme verfügen.[14][15]
- Der Exekutivrat setzt sich aus 34 Gesundheitsexperten der Mitgliedstaaten zusammen. Sie werden für eine Amtszeit von drei Jahren von der Weltgesundheitsversammlung gewählt. Gemäß der WHO-Verfassung ist bei der Wahl eine „ausgewogene geographische Verteilung der Mitglieder“ zu berücksichtigen, die sich auch in der Vorgabe niederschlägt, dass jeweils mindestens drei Mitglieder aus den sechs Regionalorganisationen der WHO vertreten sein müssen. In der Zeit zwischen den jährlichen Sitzungen der WHO ist der Exekutivrat für die Führung zuständig. Die Hauptaufgaben des Exekutivrates bestehen in Ausführung der Beschlüsse und Richtlinien der Versammlung.[16]
- Der Generaldirektor leitet das Sekretariat der WHO und ist der höchste technische und administrative Beamte der WHO.

## Regionen und Regionalbüros der WHO

Die sechs Verwaltungsregionen der WHO

Die WHO besitzt eine föderale Struktur. Ihre Mitgliedstaaten sind den folgenden sechs Regionen zugeordnet: Afrika, Amerika, Europa, Östlicher Mittelmeerraum, Südostasien und Westlicher Pazifikraum.
In jeder dieser Regionen tagt jährlich ein Regionalkomitee, bestehend aus den WHO-Mitgliedstaaten in der jeweiligen Region, als das höchste beschlussfassende Organ der WHO auf regionaler Ebene. Zudem unterhält die WHO in jeder Region ein Regionalbüro, das von einem Regionaldirektor geleitet wird und die Beschlüsse des Regionalkomitees umsetzt. 
Die sechs Regionalbüros haben ihren Hauptsitz in folgenden Städten:
- Brazzaville (Region Afrika)
- Kairo (Region Östlicher Mittelmeerraum)
- Kopenhagen (Region Europa, WHO/Europa)
- Manila (Region Westlicher Pazifikraum)
- Neu-Delhi (Region Südostasien)
- Washington, D.C. (Region Amerika) – Pan American Health Organization (PAHO)[17]

Jedes Regionalbüro wird von einem Regionaldirektor geleitet, der vom Regionalausschuss für den Zeitraum von fünf Jahren gewählt wird. Der Name des Kandidaten für den Posten des Regionaldirektors wird dem Exekutivrat vermittelt, der ihn ernennt.
Die WHO ist bestrebt, ihre Präsenz in den Mitgliedstaaten zu verstärken. Etwa 200 Kooperationszentren und Forschungseinrichtungen sowie 149 Lokalbüros unterstützen durch ihre Tätigkeiten die laufenden Programme der WHO. Insgesamt hat die WHO mehr als 8000 Mitarbeiter, davon etwa 2600 in Genf.

## Finanzierung
Im Jahr 2023 betrugen die Einnahmen der WHO 3,34 Milliarden US-Dollar. Die Ausgaben waren mit 4,11 Milliarden US-Dollar etwa doppelt so hoch wie im Jahr 2012 mit 2,079 Milliarden.
Die Mitgliedsstaaten zahlen festgesetzte Beiträge (Mitgliedsbeiträge) und freiwillige Beiträge. Die Mitgliedsbeiträge werden nach einem Schlüssel bemessen, wobei sich die Höhe des Beitrags nach der Zahlungsfähigkeit des jeweiligen Landes richtet. Die Gesamteinnahme aus den Mitgliedsbeiträgen betrugen 2023 knapp 0,5 Milliarden US-Dollar. 
Freiwillige Beiträge, die durch Mitgliedstaaten ebenso wie zum Beispiel durch NGOs und private Spender geleistet werden, stellen also den Großteil der Finanzierung dar.
Im Rahmen des Zweijahresplans 2022/2023 betrug das Budget der WHO für spezielle Programme 6,726 Milliarden US-Dollar. An erster Stelle der Finanzierung durch freiwillige Beiträge standen die Vereinigten Staaten (> 1 Milliarde US-Dollar). Es folgten: Bill and Melinda Gates Foundation (0,829), Deutschland (0,764), Global Alliance for Vaccines and Immunization GAVI (0,481), Europäische Kommission (0,468), Vereinigtes Königreich (0,352), Kanada (0,177), Rotary International (0,176). Es mehren sich die Stimmen, die an einer Unabhängigkeit der WHO zweifeln, wie Bernd Hontschik in einem Artikel der Frankfurter Rundschau Anfang 2019 schrieb. Auch der Deutschlandfunk berichtete kritisch über die Finanzierungspraxis der WHO.

## Verfassungsgemäßer Auftrag und Ziele

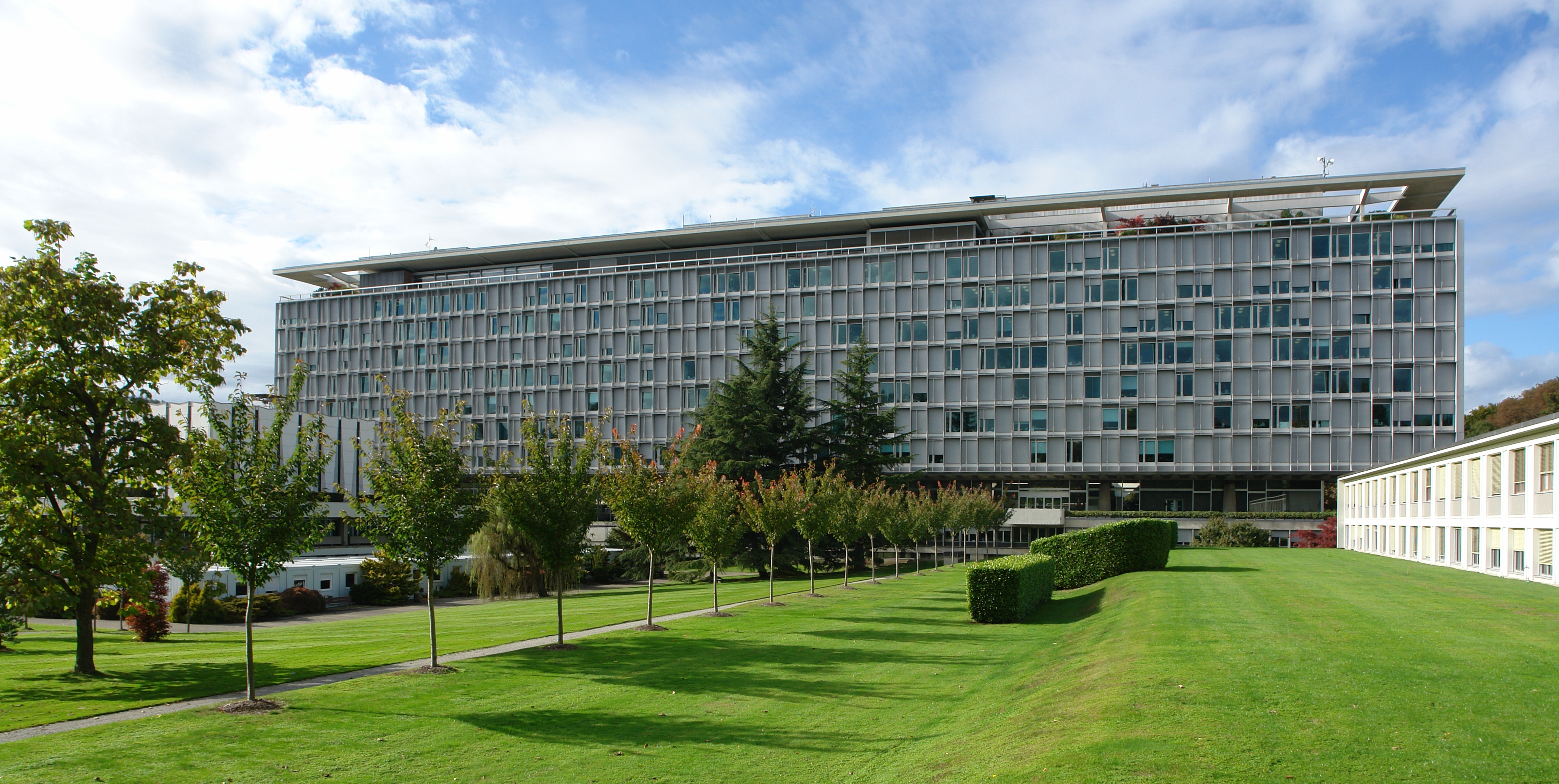
Südseite der WHO-Zentrale in Genf

Die Verfassung der WHO statuiert ihren Zweck darin, allen Völkern zur Erreichung des bestmöglichen Gesundheitszustandes zu verhelfen. Zur Verwirklichung dieses Zweckes dient die WHO-Strategie „Gesundheit für alle im 21. Jahrhundert“, die 1998 von der Weltgesundheitsversammlung beschlossen wurde und die auf der 1978 verabschiedeten Alma-Ata-Deklaration beruht. Es soll ein Gesundheitszustand erreicht werden, der es allen Menschen ermöglicht, ein sozial und wirtschaftlich produktives Leben zu führen. Gesundheit wird als ein wesentlicher Bestandteil der menschlichen Entwicklung wahrgenommen.
Die Gesundheit wird in der Verfassung der WHO definiert als „ein Zustand von vollständigem physischem, geistigem und sozialem Wohlbefinden, der sich nicht nur durch die Abwesenheit von Krankheit oder Behinderung auszeichnet“. Diesen Gesundheitsbegriff hat das Konzept der Gesundheitsförderung in der Ottawa-Charta von der WHO 1986 weiterentwickelt. Darin wird postuliert, dass zur Erreichung dieses Zustandes sowohl Einzelne als auch Gruppen ihre Bedürfnisse befriedigen, ihre Wünsche und Hoffnungen wahrnehmen und verwirklichen sowie ihre Umwelt meistern bzw. verändern können. In diesem Sinne wird Gesundheit als Zustand des vollständigen körperlichen, geistigen und sozialen Wohlbefindens definiert und als ein wesentlicher Bestandteil des alltäglichen Lebens verstanden – und nicht als vorrangiges Lebensziel.

## Besondere Programme und Initiativen

### Human Reproduction Programme (HRP)

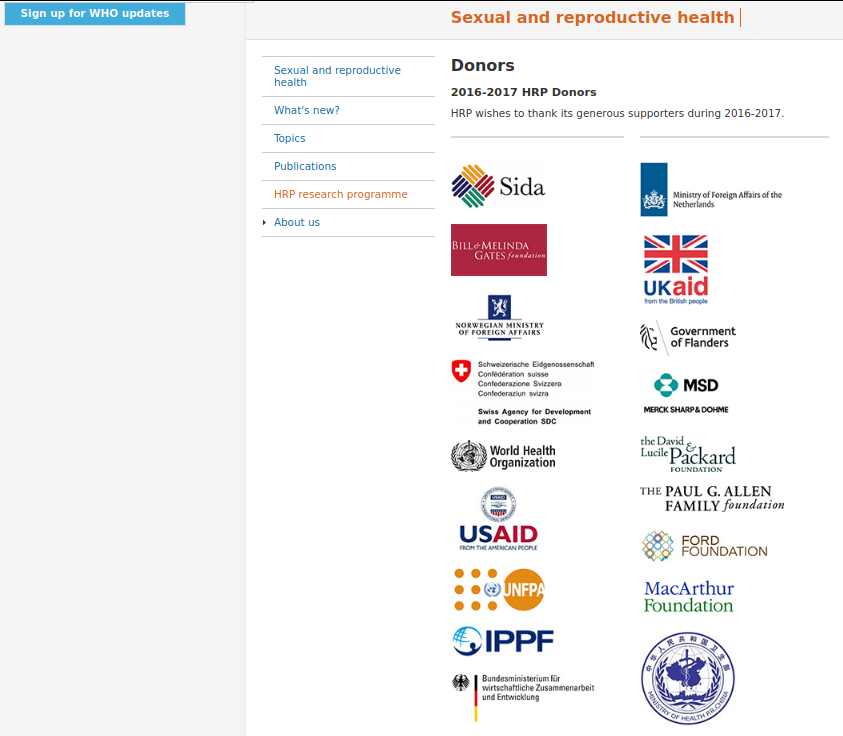
Sponsoren (auszugsweise) lt. WHO von Human Reproduction Programme (HRP) im Zeitraum 2016/17 – etwa: Deutsches Bundesministerium für wirtschaftliche Entwicklung und Zusammenarbeit, UKAID (britische „Entwicklungshilfe“), SIDA (schwedische „Entwicklungshilfe“), Ford Foundation, Packard Foundation, MacArthur Foundation, Paul G. Allen Family Foundation, March of Dimes, Merck Sharp & Dohme, Gates Foundation.

In den 1960er-Jahren fand die Hinwendung der WHO zur Bevölkerungspolitik statt, die sich in der Gründung des Human Reproduction Programme (HRP) niederschlug. Das 1972 von der WHO eingerichtete Special Programm for Research, Development and Research Training in Human Reproduction (WHO-HRP) soll bzw. sollte die Erprobung und Verbreitung neuer Verhütungsmittel unterstützen. Nach eigenen Angaben unterstützen und koordinieren die Programme die Forschung auf globaler Ebene, erweitern und intensivieren Forschungskapazitäten auch in Staaten mit niedrigem Einkommen.

### Safe Motherhood Initiative
Seit der Konferenz zur „sicheren Mutterschaft“ in Nairobi 1987 (Safe Motherhood Conference) betreibt die WHO gemeinsam mit der Weltbank und dem UN-Bevölkerungsfonds (UNFPA) die bevölkerungspolitische Safe-Motherhood-Initiative. UNFPA und USAID (US-„Entwicklungshilfe“) sind die weltweit größten Abnehmer pharmazeutischer Verhütungsmittel, für die die WHO diese Mittel „vorqualifiziert“. Die Finanzierung der Initiative erfolgte von Pharmacia & Upjohn. Die WHO stellt – unter Führung der ihr übergeordneten Weltbank – eine relevante Organisation des Population Establishments (vgl. Hartmann, Betsy [1995]) dar. Im Zusammenhang mit Familienplanung (bevölkerungspolitische Maßnahmen zur Verringerung des Bevölkerungszuwachses) wird aktuell von Maternal Child Health (MCH) oder generell von Bereichen der reproduktiven Gesundheit gesprochen.

### WHO-Präqualifizierung
Ziel der WHO-Präqualifizierung sei (der eigenen Aussage der WHO zufolge) wichtige Arzneimittel, in-vitro-Diagnostika und bestimmte andere Produkte, die der Verbesserung der öffentlichen Gesundheit zugutekommen, auch Staaten mit niedrigem und mittlerem Einkommen (LMIC) in einwandfreier Qualität verfügbar zu machen.
Pharmahersteller benötigen für ihr jeweiliges Pharmazeutikum (bzw. ihr medizinisches Produkt) eine WHO-Präqualifizierung, um diese an große Abnehmerorganisationen (etwa UNFPA oder USAID) verkaufen zu können.

### Internationale Arzneimittelsicherheit
Im Jahr 1951 gab die WHO eine Pharmacopoea Internationalis heraus. Das WHO Programme for International Drug Monitoring wurde 1968 als Reaktion auf die Thalidomid-Tragödie errichtet. Es ist ein Netzwerk zur Sammlung, Archivierung und Publikation unerwünschter Arzneimittelwirkungen, an dem zahlreiche Staaten offiziell oder als assoziierte Mitglieder teilnehmen. Das Zentrum des Berichtsystems ist seit 1978 das Uppsala Monitoring Centre (UMC) der WHO in Schweden. Dort wird auch die regelmäßig erscheinende Publikation WHO Pharmaceuticals Newsletter herausgegeben.

## Aufgaben

### Allgemeine Aufgaben
- Weltweite Koordination von nationalen und internationalen Aktivitäten beim Kampf gegen übertragbare Krankheiten wie beispielsweise AIDS, Malaria, SARS, Grippe- und Coronaviren (seit 2016 in Zusammenarbeit mit EcoHealth Alliance wurde das Projekt Research & Development Blueprint der WHO aufgesetzt).[45][46] Das Prinzip One Health (WHO[47], USAID[48])[49] findet sich bereits 2010 bei Daszak (EcoHealth Alliance).[50]
- Lancierung globaler Impfprogramme, auch zur Vorbeugung vor Pandemien, und Programme gegen gesundheitliche Risikofaktoren wie Rauchen oder Übergewicht
- Regelmäßige Erhebung und Analyse weltweiter Gesundheits- und Krankheitsdaten
- Unterstützung beim Aufbau von möglichst wirksamen und kostengünstigen Gesundheitssystemen in Entwicklungsstaaten (z. B. Bamako-Initiative in Afrika)
- Erstellung einer Modellliste von unentbehrlichen Arzneimitteln
- Der Weltgesundheitsbericht (engl. World Health Report) über die weltweite Gesundheitsversorgung bzw. die bestehenden Krankheitsprobleme, der jährlich von der WHO herausgegeben wird
- Über das REMPAN-Netzwerk (Radiation Emergency Medical Preparedness and Assistance Network) bietet die WHO medizinische Hilfe bei radiologischen Notfällen an

### Regulierungsaufgaben
Eine zentrale Aufgabe ist es, Leitlinien, Standards und Methoden in gesundheitsbezogenen Bereichen zu entwickeln, zu vereinheitlichen und weltweit durchzusetzen. Die Verfassung der WHO sieht dafür drei Instrumente vor: völkerrechtliche Verträge, Regelungen unmittelbar gestützt auf die WHO-Verfassung und nicht-verbindliche Empfehlungen.
- Der einzige unter der Ägide der WHO erarbeitete und am 21. Mai 2003 von der WHA angenommene völkerrechtliche Vertrag ist das WHO-Rahmenübereinkommen zur Eindämmung des Tabakgebrauchs (engl. WHO Framework Convention on Tobacco Control, FCTC). Das Rahmenübereinkommen ist entstanden aus der Erkenntnis, dass die weltweite Ausbreitung des Tabakkonsums schwerwiegende Folgen für die öffentliche Gesundheit hat. Deshalb ist eine weitest mögliche internationale Zusammenarbeit in der Tabakprävention und bei der Bekämpfung des illegalen Handels mit Tabakprodukten notwendig.
- Regelungen unmittelbar gestützt auf die WHO-Verfassung gibt es nur in zwei Bereichen. Die Internationale statistische Klassifikation der Krankheiten und verwandter Gesundheitsprobleme (ICD) wurde zum ersten Mal 1949 als ICD 6 erlassen und seither mehrmals revidiert, zum letzten Mal 1999 (ICD-10). Ebenfalls bereits in den Anfangszeiten der WHO wurden die Internationalen Gesundheitsvorschriften (engl. International Health Regulations, IHR) erlassen. Sie wurden 1971 verabschiedet und sind seither dreimal revidiert worden, zuletzt 2005. Beide Regelungswerke können mittels einer Mehrheit der WHA-Mitglieder für alle Mitgliedstaaten als rechtsverbindlich erklärt werden. Die einzige Möglichkeit für einen Mitgliedstaat, sich der Verpflichtung zu entziehen, besteht darin, innerhalb einer bestimmten Frist bekannt zu geben, er lehne die Regelung ab oder mache Vorbehalte (sog. opting out).
- Die WHA oder andere Organe der WHO haben unzählige nicht-verbindliche Empfehlungen, Resolutionen, Standards oder Methoden verabschiedet. Trotz mangelnder Rechtsverbindlichkeit sowie Sanktionslosigkeit bei Verstößen werden sie in der Regel von den WHO-Mitgliedstaaten befolgt. Dies gilt zumindest für Normen mit technischem oder wissenschaftlichem Charakter. Andere nicht-verbindliche Empfehlungen, wie etwa der 1981 angenommene Internationale Kodex für die Vermarktung von Ersatzprodukten für Muttermilch (engl. International Code of Marketing of Breast-Milk Substitutes), sind politisch umstritten. Die Umsetzung in den einzelnen Staaten und die Beachtung des Kodex durch die Babynahrungsindustrie erfolgte teilweise überhaupt nicht oder nur zögerlich.
- Zusätzlich werden der WHO durch völkerrechtliche Verträge Regelungsaufgaben übertragen, beispielsweise durch das Einheitsabkommen über die Betäubungsmittel von 1961 und die Konvention über psychotrope Substanzen von 1971. Diese werden häufig durch die dafür von der WHO eingesetzte Expertenkommission erfüllt.

## Kampagnen und Aktionen
Mit ihren Kampagnen zielt die WHO darauf ab, die öffentliche Aufmerksamkeit auf Problembereiche der Gesundheitsversorgung zu lenken.
So wurde 1995 eine viersprachige (englisch, französisch, deutsch und russisch) Informationsbroschüre zum Thema Terminology for the European Conference on Health, Society and Alcohol (Hrsg.: Sonja Hvalkov und Peter Anderson) vom WHO-Regionalbüro in Kopenhagen veröffentlicht. An der Ausgabe arbeiteten mit: Griffith Edwards (National Addiction Centre, London), Michel Craplet (Association nationale de prévention de l’alcoolisme, Paris), Manfred Frank (Bundesinstitut für gesundheitlichen Verbraucherschutz und Veterinärmedizin, Berlin), Burckhard Junge und Hans-Ulrich Melchert (beide Robert Koch-Institut, Berlin) und Constantin Krasovsky (Alcohol and Drug Information Centre Kiew).
So war zum Beispiel 2005 das Ziel, mit dem WHO-5-Programm die Händedesinfektionsrate zu verbessern; 2008 wurde eine Checkliste für Operationen eingeführt, um den globalen Sicherheitsstandard auf diesem Gebiet anzuheben.
2020 wurde von der WHO als Internationales Jahr der Krankenschwester und der Hebamme gewidmet, da in dieses Jahr der 200. Geburtstag von Florence Nightingale fiel.
Daneben finden Aktionswochen und -tage statt, so zum Beispiel die Aktionswoche für Immunisierung.

## Erfolge
Die größten Erfolge hat die WHO bei der Bekämpfung von Infektionskrankheiten erzielt. Dank weltweiter Impfprogramme kann jährlich der Tod oder die Behinderung von mehreren Millionen Menschen verhindert werden. Nachdem jahrelang die Pocken bekämpft worden waren, erklärte die Weltgesundheitsversammlung der WHO im Mai 1980 auf Empfehlung einer Expertenkommission vom Dezember 1979 die Krankheit für ausgerottet.
Die Entwicklung von Impfstoffen gegen Malaria und Schistosomiasis nähert sich einem Erfolg und die Ausrottung der Kinderlähmung (Polio) in den nächsten Jahren wird angestrebt.
Laut Alexa rangierte die Website who.int auf Platz 193 der beliebtesten Websites im Internet (Stand 2020).

## Kritik

### Finanzierung und Interessenkonflikte
Ein Problem sehen Kritiker in der Finanzierung. 2014 berichtete Frontal21, dass vom Jahresbudget der WHO von etwa 4 Mrd. US-Dollar allein etwa 3 Mrd. US-Dollar freiwillige Beiträge seien, darunter auch größere Spenden von Unternehmen, insbesondere aus der Pharmabranche. Laut dem Bericht kritisiert Transparency International die viel zu geringen Pflichtbeiträge der Staaten an die WHO. Dadurch sei ab 2001 die WHO in die Arme der Industrie getrieben worden. Ähnliche Kritik kommt laut dem Bericht von Medico international, welche meint, dass die WHO unterfinanziert sei, um auf eine Krise wie Ebola angemessen reagieren zu können. Die WHO sei mehr und mehr auf Gelder aus der Wirtschaft angewiesen, wodurch die Neutralität der WHO gefährdet sei. Medico international fordert, die privaten Interessen in der WHO zurückzudrängen, die WHO anständig? zu finanzieren und zu demokratisieren.
Nach dem Bericht von Frontal21 kritisiert der Brite Paul Flynn, der 2010 die Untersuchung im Europarat gegen die WHO geleitet hatte, die WHO wie folgt: „Meiner Meinung nach ist sie [die WHO] auch heute noch exzessiv beeinflusst von der Pharmaindustrie, die sehr geschickt bei der Manipulation von Gesundheitsausgaben vorgeht, zugunsten eigener finanzieller Interessen.“
Auch werden WHO-Projekte teilweise als öffentlich-private Partnerschaft finanziert, u. a. die Globale Allianz für Impfstoffe und Immunisierung (Global Alliance for Vaccines and Immunization; GAVI) zu 8,39 %, welche zu 75 % von der Bill and Melinda Gates Foundation (BMGF) finanziert wird, wobei letztere selbst mit weiteren fast 10 % Finanzanteil lt. WHO-Statistik 2018/2019 zur Verfügung steht.
Dieser Stiftung wird u. a. von Medico international vorgeworfen, dass sie gezielt Maßnahmen von Firmen propagiere und unterstütze, deren Aktien sie hält. Das Budget der Weltgesundheitsorganisation speist sich zu etwa 18 % aus Spenden beider Stiftungen, so dass diese auf die Politik der WHO großen Einfluss ausüben.
Neben den Vereinigten Staaten nehmen diese die ersten drei Plätze der Geldgeber an die WHO ein. Die Gates Foundation empfiehlt die Vergabe von Aufträgen der WHO an Konzerne wie MSD, GlaxoSmithKline, Novartis und Pfizer, deren Aktien von der Stiftung gehalten werden. „Big Pharma, die Pharmakonzerne, und Big Food, die Nahrungsmittelkonzerne, nutzten skrupellos genau diesen Interessenkonflikt der WHO“, so der indische Gesundheitsexperte Amit Sengupta.

### Influenza
Die WHO stand und steht wegen ihres Verhaltens bei der Pandemiebekämpfung in der Kritik. So wurden nach dem Auftreten des H5N1-Virus (auch als Vogelgrippe H5N1 bekannt geworden) im Mai 2005 – aufgrund der Warnung des damaligen Impfdirektors Klaus Stöhr vor einer möglichen weltweiten Grippeepidemie („bis zu 7 Millionen Tote“) – von Regierungen für riesige Geldbeträge die Grippemittel Tamiflu und Relenza angeschafft. Zwar verbreitete sich das Virus weltweit, jedoch traten nur wenig Erkrankungen beim Menschen auf, sodass weltweit nur 152 Menschen an der Vogelgrippe H5N1 verstarben, weit weniger als bei einer saisonalen Grippe (2007 wechselte Klaus Stöhr von der WHO zum Pharmakonzern Novartis).
Nach dem Auftreten des A/H1N1-Virus (Schweinegrippe) erhöhte die WHO mit der Verbreitung der Krankheit die Epidemiewarnstufe schrittweise bis zur höchsten Stufe 6 (Pandemie). Die Regierungen bestellten daraufhin Impfstoffe (allein in Deutschland für ca. 450 Mio. Euro) und Grippemittel. Kritik entstand dabei vor allem, weil die Direktorin der WHO-Impfstoffabteilung – Marie-Paule Kieny – vor ihrer Tätigkeit bei der WHO beim französischen Pharmaunternehmen Transgene S.A. beschäftigt war, das strategische Partnerschaften zur Impfstoffherstellung mit dem Schweizer Pharmakonzern Roche unterhält. Der Europarat ging dem Verdacht nach, dass es ein enges Zusammenspiel zwischen WHO und Pharmaindustrie gab.

### Ebola
Während eines Ebola-Ausbruchs von 2014 bis 2016 in Westafrika wurde die WHO von verschiedenen NGOs wegen Untätigkeit kritisiert, weil sie die Epidemie nur verwalte statt Hilfe zu organisieren.

### COVID-19
Die COVID-19-Pandemie wurde von der WHO am 11. März 2020 als Pandemie eingestuft, als sie sich aus der Volksrepublik China bereits in weitere Staaten ausgebreitet hatte und in Italien über 800 Menschen daran gestorben waren. Ihr Handeln wurde unter anderem von den Regierungen der Vereinigten Staaten, Australiens und Japans scharf als zu zögerlich kritisiert. Die WHO habe sich „China-hörig“ verhalten und „in der frühen Phase der Welt gegenüber darauf bestanden, dass China keine Epidemie der Lungenentzündungen habe“. Umgekehrt war der WHO elf Jahre zuvor die „voreilige“ Ausrufung der Pandemie bei der Schweinegrippe angekreidet worden.

#### Taiwan
Die Republik China (Taiwan), die 1971 aus den Vereinten Nationen ausgeschlossen worden war, stellte ein Gesuch um Beitritt zur WHO im Beobachterstatus. Die Weltgesundheitsorganisation lehnte dies jedoch 2004 auf Druck der Volksrepublik China wegen der Ein-China-Politik ab. Zwischen 2009 und 2016 durfte Taiwan als Beobachter an WHO-Tagungen und -Veranstaltungen teilnehmen, musste aber aufgrund des erneuten Drucks aus der Volksrepublik China seine Teilnahme einstellen. In den Jahren 2017 bis 2020 verweigerte die WHO taiwanischen Delegierten die Teilnahme an der WHO-Jahresversammlung. Bei mehreren Gelegenheiten wurde taiwanischen Journalisten der Zugang zu Berichten über die Versammlung verweigert.
Dies ist Anlass zur Kritik, da Taiwan dadurch vom internationalen Gesundheitssystem abgeschnitten ist und auch sein eigenes Wissen nur schwer mit anderen teilen kann. So warnte das Land bereits Ende 2019 – als erstes Land überhaupt – die Weltgemeinschaft und die WHO vor dem neuartigen Virus, wurde aber nicht gehört.
Auf das Ignorieren Taiwans angesprochen, brach Bruce Aylward als WHO-Berater für die Volksrepublik China im März 2020 ein Interview mit einer Hongkonger Journalistin ab. Nachdem zwei Einladungen auf Anhörung abgelehnt worden waren, wurde Aylward in einer einstimmigen Entscheidung des Gesundheitskomitees des kanadischen Parlaments vorgeladen. Die WHO ernannte Aylward zum Mitglied ihres Globalen Führungskomitees in Genf.

#### Vereinigte Staaten
Am 15. April 2020 kündigte US-Präsident Donald Trump die vorläufige Einstellung der US-amerikanischen Zahlungen an die WHO an und erklärte, dass die Organisation bei dem Coronavirus-Ausbruch in der Volksrepublik China ihre grundlegenden Aufgaben nicht erfüllt habe, wofür sie verantwortlich gemacht werden müsse. Er warf der WHO Misswirtschaft und eine Verschleierung der Ausmaße der Epidemie in ihren Anfängen in der Volksrepublik China vor. Die WHO habe unter ihrem Generaldirektor Tedros Adhanom Ghebreyesus eine zu große Nähe und eine zu unkritische Haltung gegenüber der Volksrepublik China gezeigt. UN-Generalsekretär António Guterres und der deutsche Außenminister Heiko Maas kritisierten Trumps Entscheidung. Die Schweizer Presse kommentierte die Entscheidung als „Eigengoal“, damit würde der Einfluss der Volksrepublik China in der UNO größer, und er wolle offenbar von eigenen Versäumnissen ablenken. Die Allianz für Multilateralismus veröffentlichte eine Erklärung, in der über 20 Staaten der WHO ihre Unterstützung zusicherten.
Trump bekräftigte am 18. Mai 2020 seine massive Kritik an der WHO, bei der er unter anderem beanstandete, dass die WHO nicht auf die frühzeitigen Warnungen aus Taiwan Ende Dezember 2019 reagiert habe. Diese Warnungen seien laut Trump aus politischen Gründen nicht an die Weltöffentlichkeit weitergeleitet worden. Er kündigte an, die Zahlungen an die WHO endgültig einzustellen und die WHO-Mitgliedschaft der Vereinigten Staaten zu überdenken, wenn gewünschte Reformen („substantive improvements“) nicht stattfänden.
Am 29. Mai 2020 kündigte Donald Trump in einer Pressekonferenz das Ende der Zusammenarbeit seines Staates mit der WHO an. Im Juli 2020 reichten die Vereinigten Staaten offiziell ihren Austritt aus der WHO ein.
Am 20. Januar 2021 verkündete Joe Biden, dass die Vereinigten Staaten nicht aus der WHO austreten werden.
Am 20. Januar 2025 unterschrieb Donald Trump ein Dekret, dass die Vereinigten Staaten aus der WHO austreten werden.

### Zusammenarbeit mit der Internationalen Atomenergieorganisation
Am 28. Mai 1959 wurde auf der 8. Weltgesundheitsversammlung zwischen der Internationalen Atomenergieorganisation (IAEO) und der WHO die Resolution WHA12-40 verabschiedet. Der Vertrag legt u. a fest, dass die Verantwortung für Untersuchungen, Entwicklungen und Anwendungen auf dem Gebiet der Kernenergie primär bei der IAEO liegt und die WHO bei entsprechenden Aktivitäten die IAEO zu konsultieren habe und diese einvernehmlich zu regeln seien.
Diese Abhängigkeit der WHO von der IAEO, die laut Satzung den friedlichen Einsatz der Kernenergie weltweit fördern soll, wird vielfach kritisiert, da dadurch z. B. die Zahl der weltweiten Opfer der Katastrophe von Tschernobyl von der WHO und der IAEO gemeinsam als viel zu niedrig beziffert würden. Von verschiedenen Seiten, u. a. von der Europaabgeordneten Rebecca Harms, wird deshalb die Auflösung der Resolution WHA12-40 gefordert.

## Generaldirektoren
Der Generaldirektor wird für eine Amtsdauer von fünf Jahren gewählt. Kandidaten für den Posten des Generaldirektors können von den Mitgliedsstaaten nominiert werden. Die nominierten Kandidaten werden durch den Exekutivrat gesichtet, und in geheimen Abstimmungen wird die Liste der nominierten Personen auf maximal fünf Kandidaten zusammengekürzt. Aus dieser durch den Exekutivrat zusammengestellten Liste wird durch die Weltgesundheitsversammlung in geheimer Wahl der neue Generaldirektor gewählt. Falls nur ein Kandidat aufgestellt wurde, muss dieser mindestens zwei Drittel der Stimmen auf sich vereinigen. Falls mehrere Kandidaten aufgestellt wurden, werden in sukzessiven Wahlrunden immer die Kandidaten mit der geringsten Stimmenzahl eliminiert, solange bis ein Kandidat mindestens zwei Drittel der Stimmen erhält.
| Nr | Name                       | Land                | Amtszeiten                                                  |
| -- | -------------------------- | ------------------- | ----------------------------------------------------------- |
| 1  | Brock Chisholm             | Kanada              | 21. Juli 1948 – 1953                                        |
| 2  | Marcolino Gomes Candau     | Brasilien           | 1953 – 1958 1958 – 1963 1963 – 1968 1968 – 1973             |
| 3  | Halfdan T. Mahler          | Dänemark            | 1973 – 1978 1978 – 1983 1983 – 1988                         |
| 4  | Hiroshi Nakajima           | Japan               | Januar 1988 – Mai 1993 Mai 1993 – 20. Juli 1998             |
| 5  | Gro Harlem Brundtland      | Norwegen            | 21. Juli 1998 – 20. Juli 2003                               |
| 6  | Jong-wook Lee*             | Südkorea            | 21. Juli 2003 – 22. Mai 2006                                |
| 7  | Anders Nordström**         | Schweden            | 23. Mai 2006 – 3. Januar 2007                               |
| 8  | Margaret Chan              | Volksrepublik China | 4. Januar 2007 – 30. Juni 2012 1. Juli 2012 – 30. Juni 2017 |
| 9  | Tedros Adhanom Ghebreyesus | Äthiopien           | 1. Juli 2017 – 15. August 2022 16. August 2022 –            |

*) im Amt verstorben

**) geschäftsführend

## Aktionstage
Die WHO beziehungsweise die WHA hat zahlreiche Welttage mittels Resolutionen beschlossen oder bereits von anderen internationalen Organisationen initiierte Welttage unterstützt. Weitere Aktionstage mit Bezug zu Gesundheitsthemen finden sich in der Liste der Gedenktage und Aktionstage.
- 3. März: Der Welttag des Hörens (World Hearing Day) wird ab 2016 in Nachfolge des International Ear Care Day von der WHO durchgeführt.[108]
- 24. März: Der Welttuberkulosetag (World Tuberculosis Day) wurde von der WHO 1996 unterstützt.
- 7. April: Der Weltgesundheitstag (World Health Day) wurde von der WHO 1948 beschlossen.
- 25. April: Der Weltmalariatag (World Malaria Day) wurde von der WHO 2007 beschlossen.
- 31. Mai: Der Weltnichtrauchertag (World No Tobacco Day) wurde von der WHO 1987 beschlossen.
- 14. Juni: Der Weltblutspendetag (World Blood Donor Day) wurde von der WHO 2005 unterstützt.
- 10. September: Der Welt-Suizid-Präventionstag (World Suicide Prevention Day) wurde von der WHO 2003 unterstützt.
- Letzter Sonntag im September: Der Weltherztag (World Heart Day) wurde von der WHO unterstützt.[109]
- 24. Oktober: Der Welt-Poliotag (World Polio Day) wurde von der WHO unterstützt.
- 14. November: Der Weltdiabetestag (World Diabetes Day) wurde von der WHO 1991 unterstützt.
- 1. Dezember: Der Welt-AIDS-Tag (World AIDS Day) wurde von der WHO 1988 beschlossen.
- 17. September: Der Welttag der Patientensicherheit (World Patient Safety Day) wurde von der WHO 2019 eingeführt.

## Ehrungen
Für ihre Erfolge erhielt die WHO 2009 den Prinzessin-von-Asturien-Preis in der Kategorie internationale Zusammenarbeit.

## Rundfunkberichte
- Joachim Budde: Weltgesundheitsorganisation – Doktor WHO vor neuen Aufgaben. In: Deutschlandfunk – „Wissenschaft im Brennpunkt“, 25. März 2018.
- Weltgesundheitsorganisation WHO – Die Gesundheit der Welt im Blick. In: Bayerischer Rundfunk, 5. April 2019
- Jutta Pinzler, Tatjana Mischke: Die WHO – Im Griff der Lobbyisten? In: NDR 2016. 92 Min.[110][111][112]